# Usaquén
Usaquén est le 1er district de Bogota D.C. (Bogota District Capital), la capitale de la Colombie. Il est situé au nord de Bogota. Sa superficie est de 65,31 km2 pour une population de 449 621 habitants.
Cet ancien village indépendant de Bogota, situé vers la calle 118 à l'est de la Carrera Séptima a conservé un côté rural et calme. 

## Localisation
Le district d'Usaquén se trouve dans les cerros Orientales (français : collines de l'est) de Bogota, en bordure de La Calera, municipalité du département de Cundinamarca.
- Nord : la municipalité de Chía
- Est : la municipalité de La Calera
- Sud : le district de Chapinero (Bogota D.C.)
- Ouest : le district de Suba (Bogota D.C.).

## Histoire

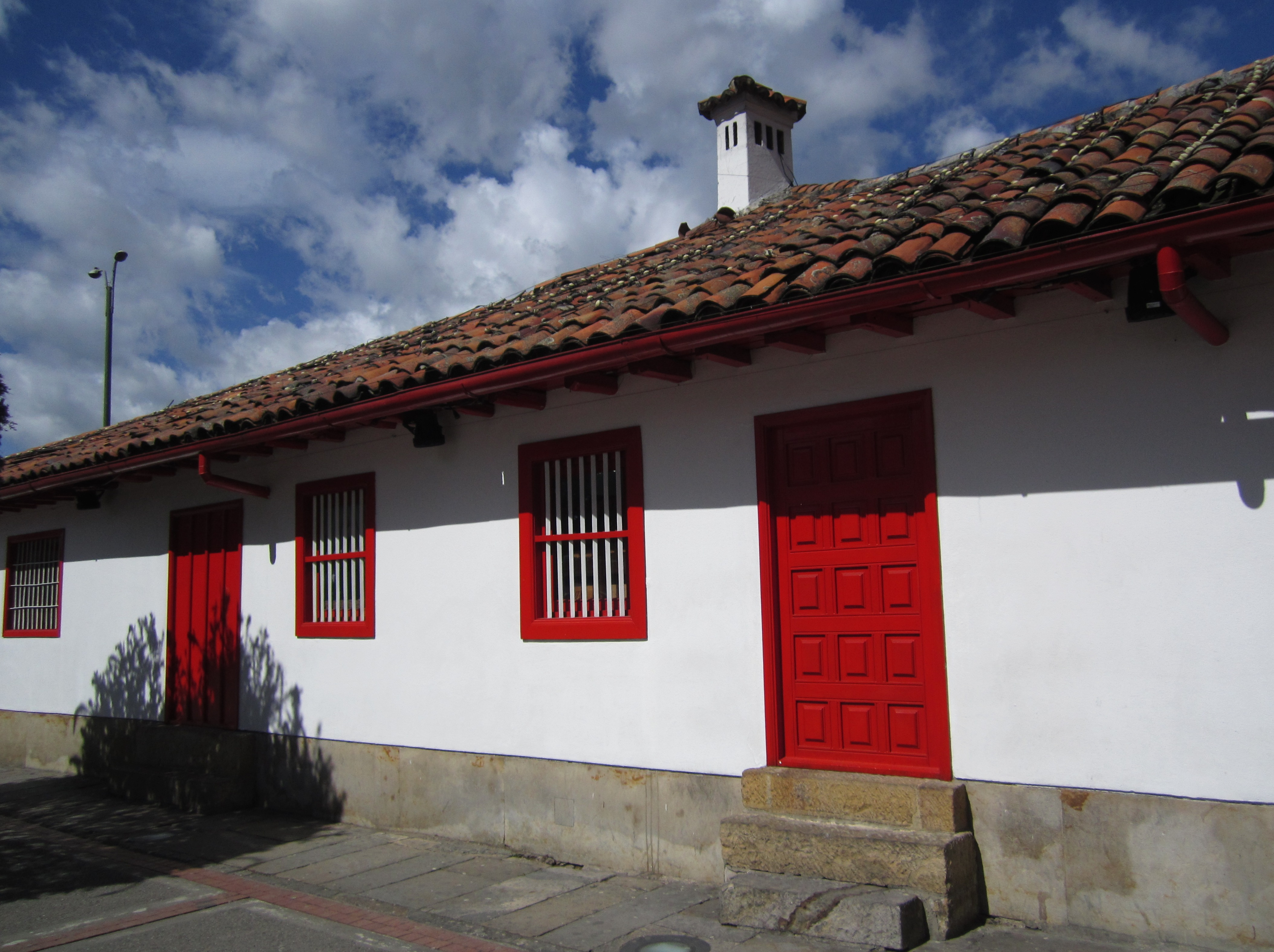
Centre commercial Hacienda Santa Bárbara.

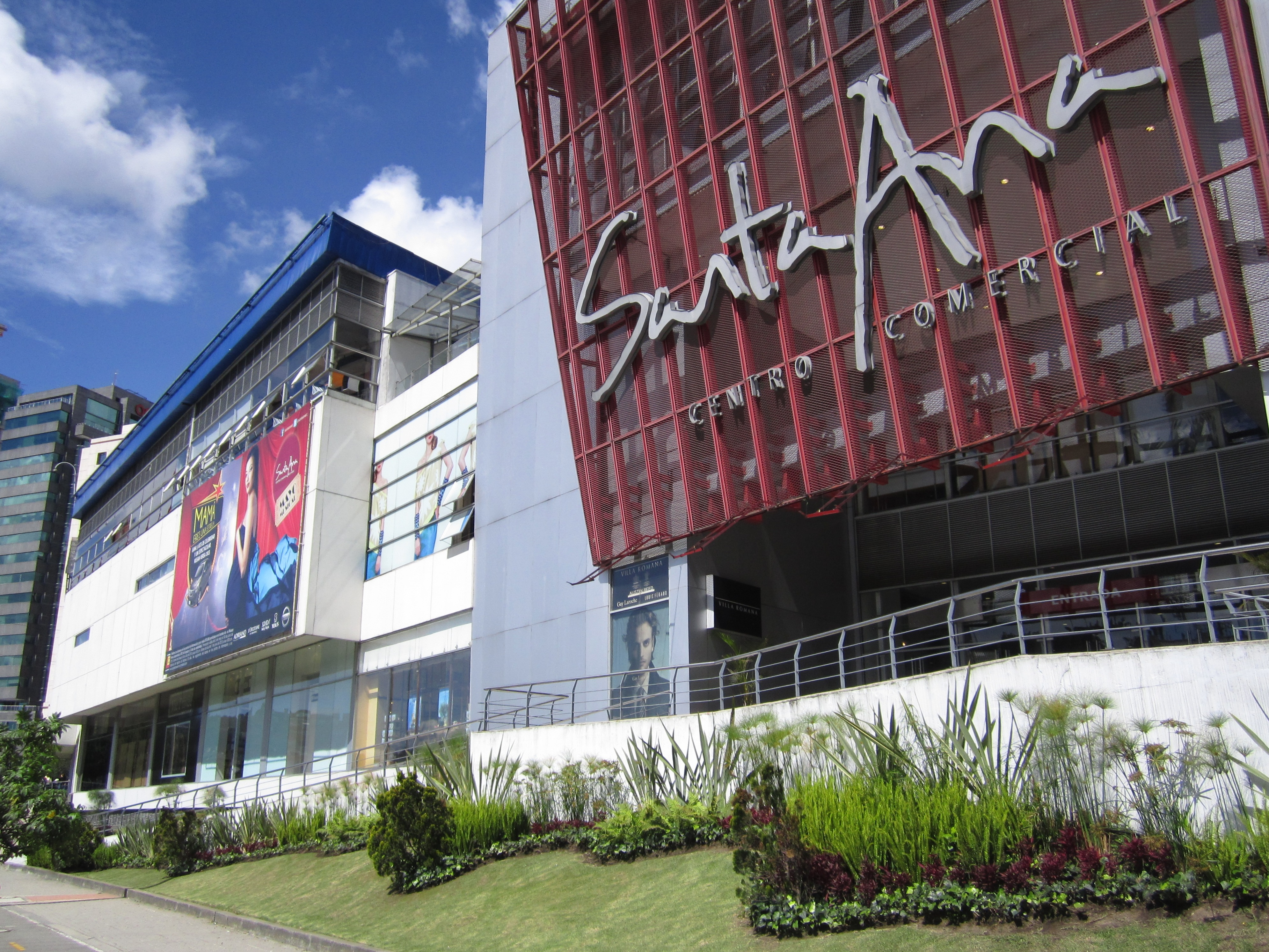
Centre commercial Santa Ana.

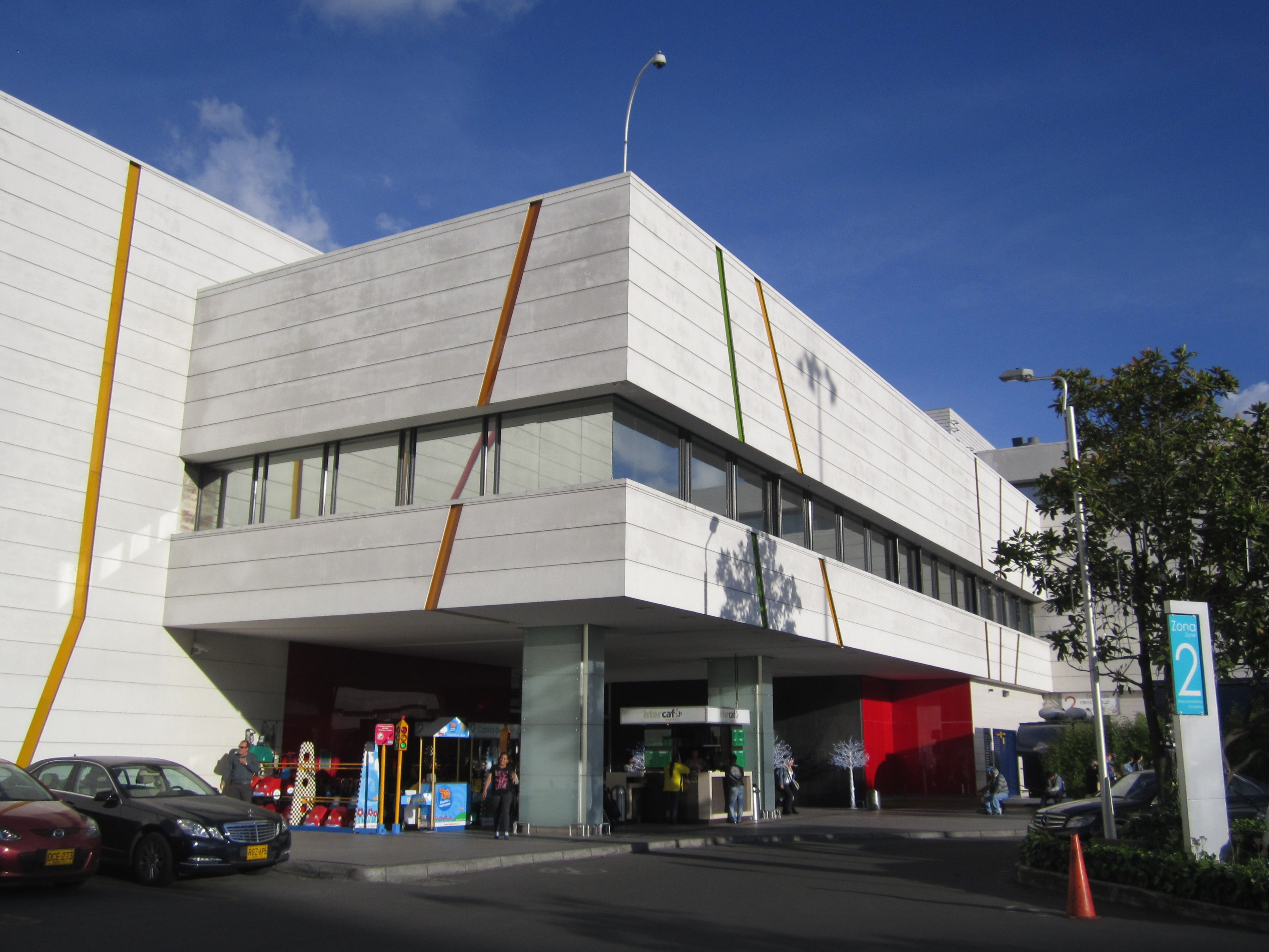
Entrée 2 de Unicentro

Usaquén, village fondé en 1539, abritait une population indienne, de civilisation précolombienne, qui dut l'abandonner - à la suite d'un décret royal de 1777 - compte tenu de la faible qualité agricole des terres et de l'étendue des zones humides. Le chemin qui reliait Usaquén à Santa Fe (ancien nom de Bogota qui lui fut donné en 1539, lors de la fondation juridique de la ville) était en très mauvais état et parsemé de marécages. La petite population indienne partit vivre dans les territoires du sud.
Au début du XIXe siècle, Usaquén comprenait quelques importantes haciendas : Santa Ana, Santa Bárbara et el Cedro (le Cèdre) ainsi qu'une centaine de maisons aux toits de chaume. Ainsi, Usaquén vit naître de vastes propriétés rurales, aujourd'hui transformées en ensembles urbains et centres commerciaux.
Lors du recensement de 1870, Usaquén comptait 1 306 habitants. En 1938, sa population s'élevait à 4 617 personnes. Mais, dans les années 1940, une croissance notoire eut lieu. Pendant cette période les quartiers se développèrent avec des points d'attraction tels que Santa Ana, le Country Club, la Colonia Vacacional.
Des sociétés minières opérant dans la région d'Usaquén contribuèrent à l'émergence de quartiers tels que La Cita et San Cristóbal Norte. Des familles d'immigrants se groupèrent dans le quartier Barrancas, entre les calles 153 et 163.
Par le décret législatif du 17 décembre 1954, le général Gustavo Rojas Pinilla,  président de la Colombie de 1953 à 1957, approuva la création du District spécial de Bogota (espagnol : « Distrito Especial de Bogotá »), ancienne entité juridique et territoriale colombienne. La municipalité d'Usaquén fut annexée au District spécial de Bogota, ainsi que celles de Bosa, Engativá, Fontibón, Suba et Usme. La municipalité de Sumapaz, annexée en 1955, donna au District spécial de Bogota son extension finale. Les municipalités annexées conservèrent une partie de leur autonomie.
De 1955 à 1957, les municipalités annexées en 1954 et 1955 virent naître les mairies locales garantissant un certain ordre au territoire du district. 
En 1955, débuta la division en parcelles de l'hacienda Santa Ana, inspirée de l'urbanisation de secteurs proches. Vint ensuite le morcellement de l'hacienda d'el Cedro qui se fit au bénéfice de la classe moyenne née des récentes dynamiques de modernisation d'Usaquén.
Au début des années 1960, la municipalité comptait dix-huit quartiers, mais certains d'entre eux restaient encore à urbaniser. Le transport se développait principalement à partir de la carrera Séptima car elle  était entourée de plusieurs avenues ne possédant pas leur propre accès routier. L'offre de services publics demeurait très limitée et la faible fertilité des terrains agricoles contraignait les nouveaux habitants à effectuer leurs achats à Bogota.
En 1976 fut inauguré le centre commercial « Unicentro » comprenant, sur une superficie de 126 000 m2, un ensemble de commerces, services, loisirs et logements. « Unicentro » contribua grandement au développement des zones à l'est de la « carrera 15 » et entre les « calles » 123 et 127 à Usaquén en produisant de nouvelles dynamiques urbaines.
Au nouvel an 1979, à proximité d'Usaquén, le groupe de guérilla M-19 réalisa l'opération connue sous l'appellation de « robo de armas del Cantón Norte » (vol d'armes du « Cantón Norte »). Il s'agissait d'un dépôt d'armement de l'armée colombienne que le M-19 réussit à voler en passant par un tunnel.
Avec l'adoption de la Constitution de 1991, le District spécial de Bogota devint Bogota D.C. La municipalité d'Usaquén et les autres municipalités annexées plus de trois décennies auparavant reçurent l'appellation de localités.

## UPZ et quartiers
Usaquén comprend 9 Unités de planification zonale (espagnol : Unidades de Planeamiento Zonal) ou UPZ : Paseo de los Libertadores, Verbenal, La Uribe, San Cristóbal Norte, Toberin, Los Cedros, Usaquén, Country Club et Santa Bárbara.
Parmi les 156 quartiers (espagnol : barrios) d'Usaquén, citons Lijacá, San Antonio, Servitá, Cedritos, Bella Suiza, La Carolina, Santa Ana, San Gabriel Norte, Cantón Norte, Francisco Miranda, Las Margaritas, San Patricio, La Cita et Barrancas.

### Zone coloniale

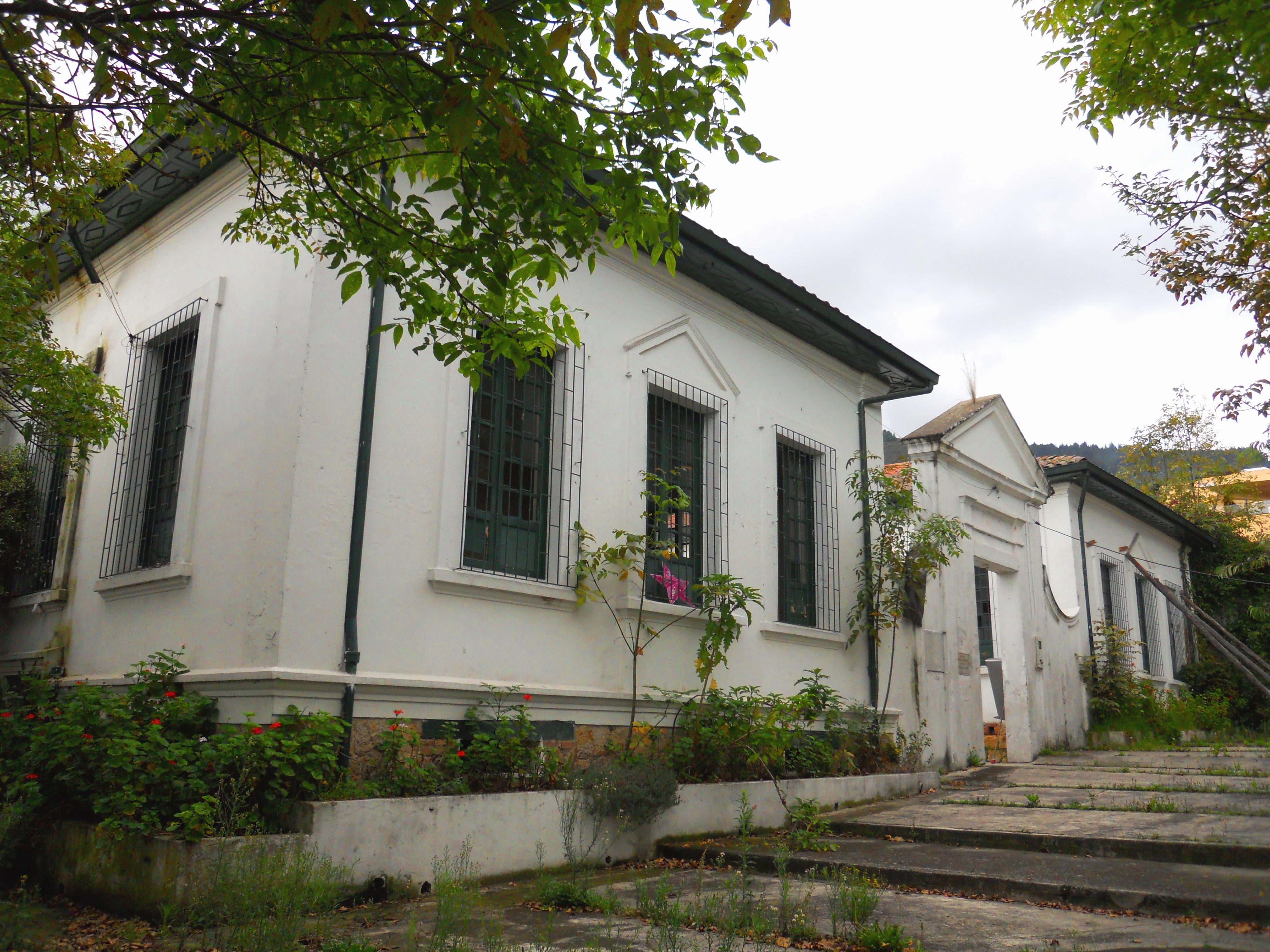
École de la zone coloniale

La zone coloniale comprend la paroisse de Santa Bárbara construite en 1665 et modernisée au cours du XXe siècle, des écoles et le marché aux puces.

## Transports
Les transports en commun d'Usaquén se répartissent ainsi :
- un service d'autobus peut être utilisé pour la grande majorité des voies ;
- le TransMilenio dessert les stations du nord du district : Autopista Norte, Portal del Norte ;
- le chemin de fer, avec une station à Usaquén, aux environs de la zone coloniale, comporte des itinéraires destinés aux municipalités de la savane de Bogota.

## Monuments nationaux

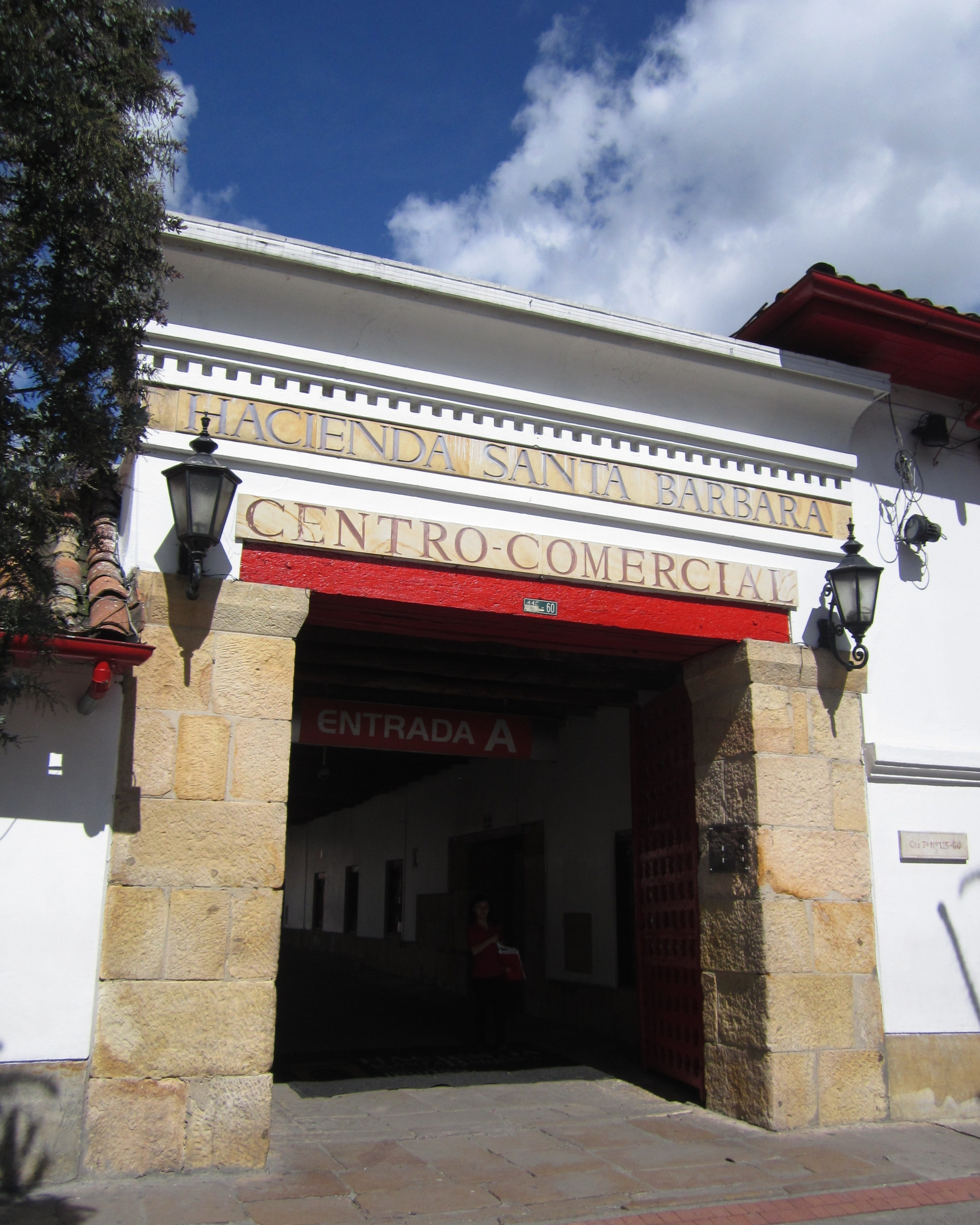
Casa de Hacienda Santa Bárbara

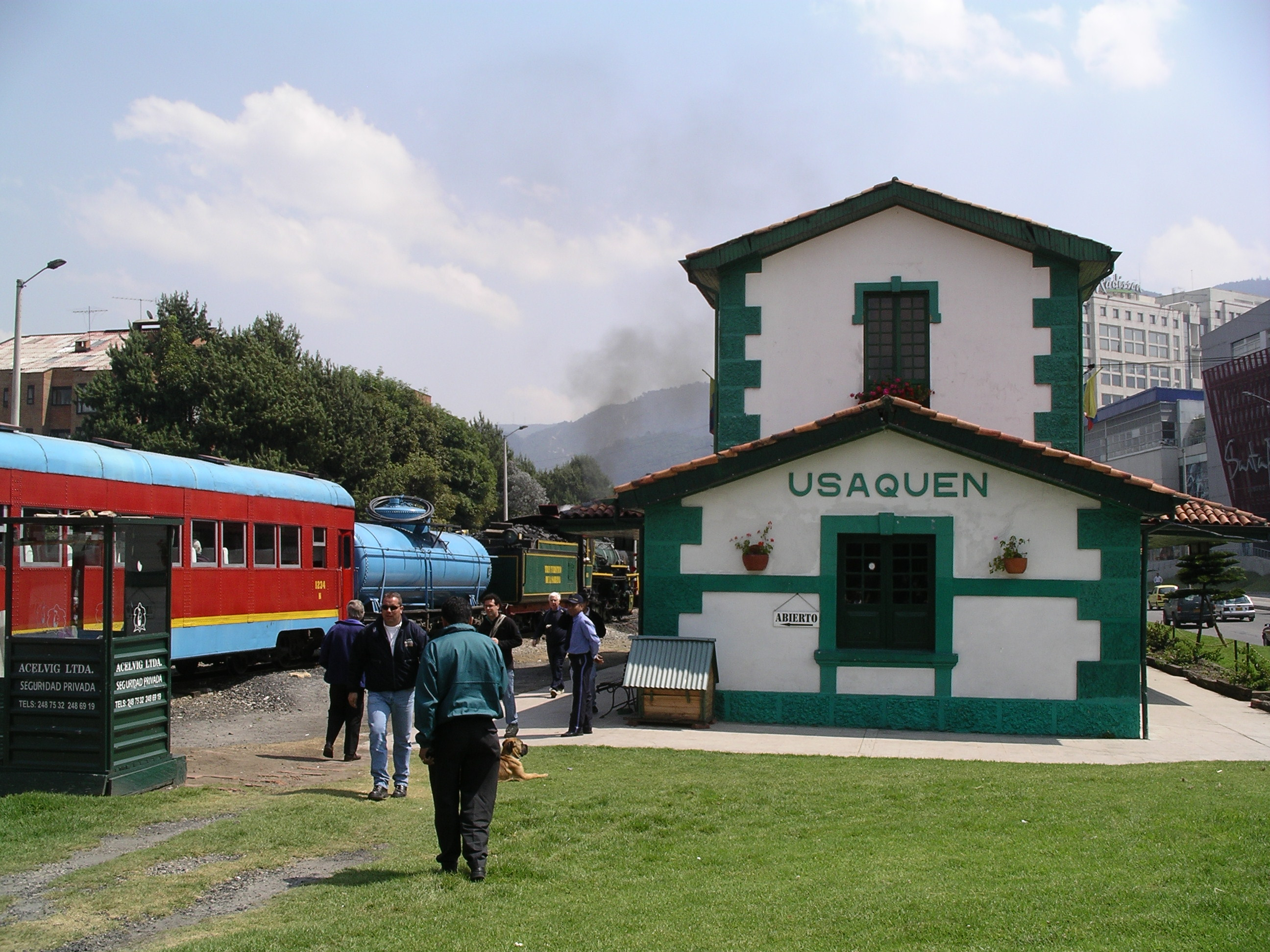
Gare ferroviaire d'Usaquén

- La Casa de Hacienda Santa Bárbara, hacienda coloniale qui appartenait, à la fin du XIXe siècle et au début du XXe à l'homme d'affaires José María Sierra, a été déclarée monument national en 1985. Ce site se trouve Carrera Séptima - Avenida Pepe Sierra (7 115-52 115-68 115-82 115-88).
- La Gare ferroviaire d'Usaquén a été déclarée monument national en 1996. Elle se trouve Calle 110 - Carrera 10.